# Bulbophyllum helix
Bulbophyllum helix là một loài phong lan thuộc chi Bulbophyllum.